# Tove Norström
Tove Cecilia Louise Norström, född 12 december 1979, är en svensk programledare och skribent. Sedan 2017 leder hon poddcasten Trettio plus trevar tillsammans med Sofi Fahrman och Klara Doktorow.
Norström arbetade tidigare som frilansskribent för Aftonbladet Plus och även Elle Magazine. Hon har även arbetat som copywriter på Klirr Stockholm, RocketScience och Family Business. Hon var krönikör för tidningen Nya Rum (modern arkitektur, design och inredning) under åren 2014–2015. Under 2015 var Norström redaktör för TV-programmet Breaking News. Hon har varit programledare för Prisjägarna på TV3 under 2015, Hela Sverige Rasar på TV3 under 2015 och I Lagens Namn på TV3 under 2016. Norström har också varit programledare för podcasten Pampers Barnvagnspromenader och podcasten Ytligheter. Hon var under 2016 konferencier för Guldägget och RIA-galan. Under 2017 var Norström manusförfattare för TV-programmet Idol och under 2018 var hon inslagsredaktör för Idol. Norström arbetade som manusförfattare för Breaking News under 2018, för Melodifestivalen under 2019 samt Let’s Dance under 2019.